# Gösta Bohman
Gösta Bohman (ur. 15 stycznia 1911 w Sztokholmie, zm. 12 sierpnia 1997 tamże) – szwedzki prawnik i polityk, w latach 1970–1981 przewodniczący Umiarkowanej Partii Koalicyjnej, były minister i deputowany.

## Życiorys
Z wykształcenia prawnik, ukończył w 1936 studia w szkole wyższej w Sztokholmie (przemianowanej następnie na uniwersytet). Od 1942 pracował w izbie handlowej w Sztokholmie, w latach 1948–1970 był zastępcą dyrektora generalnego tej instytucji. Zaangażował się w działalność Umiarkowanej Partii Koalicyjnej, od 1965 był jej wiceprzewodniczącym, a w latach 1970–1981 pełnił funkcję przewodniczącego. Zasiadał w izbie niższej (1958–1969) i izbie wyższej (1970) parlamentu, następnie był posłem do jednoizbowego Riksdagu (1971–1991). W latach 1976–1978 i 1979–1981, tj. w dwóch rządach Thorbjörna Fälldina, sprawował urząd ministra gospodarki.
Gösta Bohman był żonaty, miał pięcioro dzieci, jedna z jego córek była żoną Carla Bildta.